# كورتيس دبليو. هاريس
كورتيس دبليو. هاريس (بالإنجليزية: Curtis W. Harris)‏ هو كاهن أمريكي، ولد في 1 يوليو 1924 في ديندرون في الولايات المتحدة، وتوفي في 10 ديسمبر 2017.